# 陸前小野站
陸前小野站（日语：／ Rikuzen-ono eki */?）是一位於日本東松島市，隸屬於東日本旅客鐵道（JR東日本）的鐵路車站。現時隷屬於仙石線，車站自開業以來，站名早已加入了舊有令制國「陸前」的稱呼，由於「小野」是日本其中一個較廣泛採用的地名，因此亦造就如此的安排。
車站在2011年的東北地方太平洋沖地震中受到了破壞，當中一直使用的第1代站舍因出現結構問題，需要拆卸，幸好月台部份及部份路軌的損壞未算嚴重，經過1年的復修（主要是將舊站舍拆卸，並隨即搭建新的站舍，以及興建臨時月台）後，翌年以氣動車恢復與石卷站間的有限度運輸，並作為北段的臨時區間總站；至於南行前往仙台方向，則因為沿線部份車站的設施受損較嚴重，以及配合部份路段遷入內陸區域而停運近四年，一直至2015年5月30日，仙石線全線復修完成及仙石東北線開通才得以恢復正常班次服務。

## 車站結構
島式月台1面2線的地面車站。月台與站內以平交道連絡。軌道為1線貫通，當仙石東北線的特別快速通過此站時，上下行須使用2號月台。

### 月台配置
| 月台 | 路線                        | 方向 | 目的地                     |
| ---- | --------------------------- | ---- | -------------------------- |
| 1、2 | ■仙石線 （包括■仙石東北線） | 下行 | 矢本、石卷方向             |
| 1、2 | ■仙石線                     | 上行 | 松島海岸、仙台、青葉通方向 |
| 1、2 | ■仙石東北線                 | 上行 | 高城町、鹽釜、仙台方向     |

## 歷史

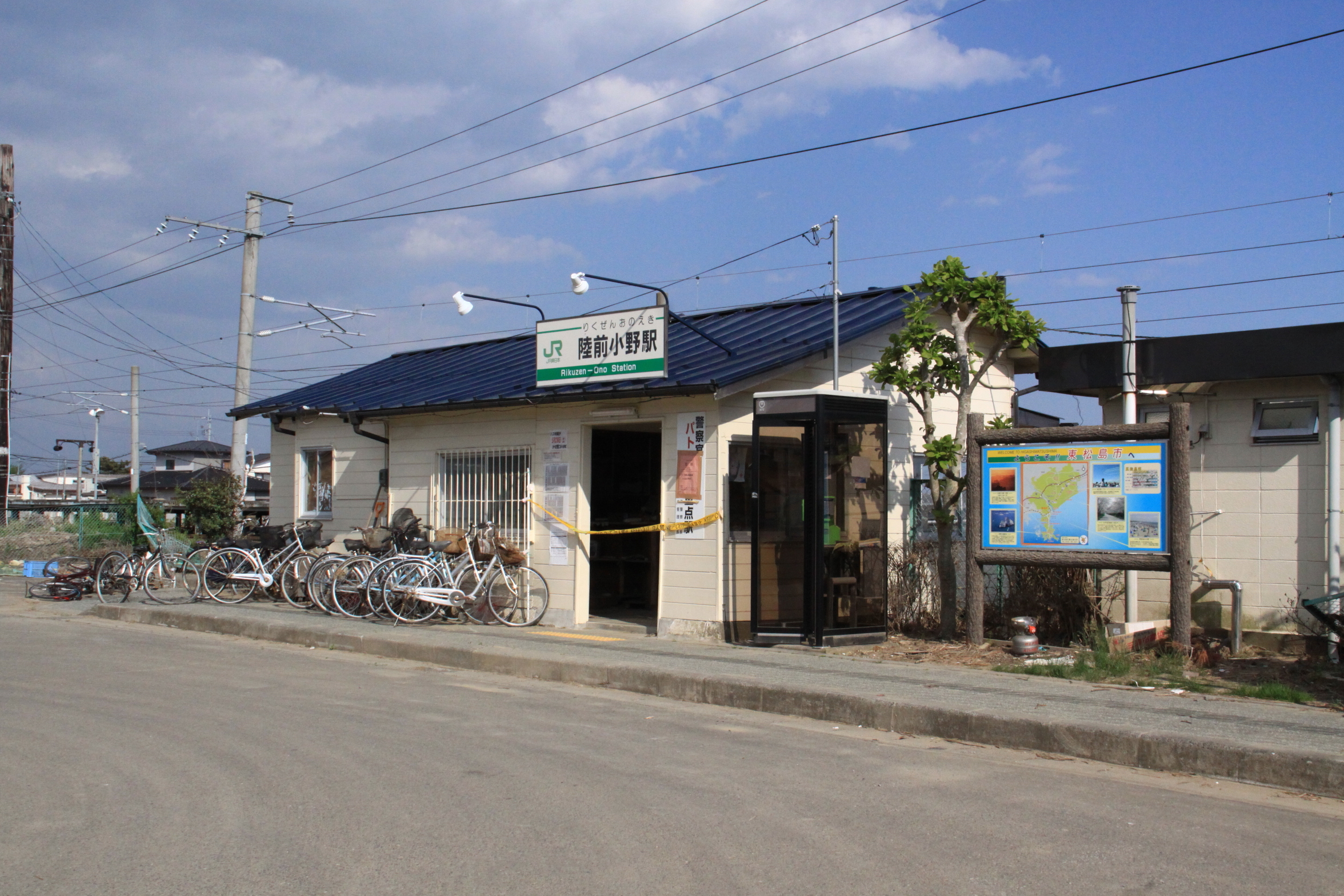
已拆卸的第1代車站站舍。（2011年5月）

- 1928年4月10日：宮城電氣鐵道（日语：宮城電気鉄道）陸前小野站開業。
- 1944年5月1日：宮城電氣鐵道國有化，改為日本國有鐵道車站。
- 1958年10月1日：無人化[2]。
- 1983年10月12日：簡易委託化。
- 1987年4月1日：國鐵分割民營化、車站由JR東日本繼承。
- 2003年10月26日：可使用IC卡「Suica」。
- 2007年4月1日：委託「奥松島公社」負責車票事宜。
- 2011年3月11日：東北地方太平洋沖地震，受海嘯影響而暫停營業。
- 2012年：

- 3月17日：本站～矢本間重開。新站舍完工及啟用，售票窗口及小商店重開。但部份下行月台線則需要建築於臨時月台上，以免影響向轉轍器及其信號機的復修工作。
- 11月下旬：本站～陸前山下站間的信號設備復修妥當。臨時月台撤去，並回復原來的停車位置。

- 2015年5月30日：仙石線全線復舊，再營業。同時仙石東北線列車加停本站[5]，所有快速列車改經仙石東北線前往仙台站。

## 利用狀況
| 乘車人數推算 | 乘車人數推算 |
| 年度         | 一日平均人數 |
| ------------ | ------------ |
| 2000         | 391          |
| 2001         | 385          |
| 2002         | 368          |
| 2003         | 371          |
| 2004         | 396          |
| 2005         | 378          |
| 2006         | 364          |
| 2007         | 371          |
| 2008         | 390          |
| 2009         | 364          |
| 2010         | 346          |
| 2011         | 未有記錄     |
| 2012         | 175          |
| 2013         | 191          |

## 相鄰車站
東日本旅客鐵道
■仙石線（包括■■仙石東北線）
□特別快速
通過
■快速（紅快速）、■快速（綠快速）
野蒜－陸前小野－矢本
■普通
野蒜－陸前小野－鹿妻

## 外部連結
- JR東日本陸前小野站官方網頁 （页面存档备份，存于） （日語）